# Bas mixtèque du sud
Le bas mixtèque du sud, aussi appelé mixtèque de San Miguel El Grande ou mixtèque de Chalcatongo, est une langue mixtèque parlée dans l’Ouest de l’État d’Oaxaca au Mexique, dans les municipalités de Chalcatongo de Hidalgo (en) et San Miguel El Grande (en).